# Shoreham FC
Shoreham FC (celým názvem: Shoreham Football Club) je anglický fotbalový klub, který sídlí ve městě Shoreham-by-Sea v nemetropolitním hrabství West Sussex. Založen byl v roce 1892. Od sezóny 2018/19 působí v Southern Combination Premier Division (9. nejvyšší soutěž). Klubové barvy jsou modrá a bílá.
Své domácí zápasy odehrává na stadionu Middle Road s kapacitou 2 000 diváků.

## Získané trofeje
- Sussex Senior Cup ( 2× )
  - 1901/02, 1905/06

## Úspěchy v domácích pohárech
Zdroj: 
- FA Cup
  - 2. předkolo: 1994/95, 2010/11, 2013/14
- FA Trophy
  - Preliminary Round: 2017/18
- FA Vase
  - 3. kolo: 1975/76, 1977/78, 1994/95, 2008/09, 2009/10, 2013/14

## Umístění v jednotlivých sezonách
Stručný přehled
Zdroj: 
- 1920–1927: Sussex County League
- 1932–1939: Sussex County League
- 1945–1946: Sussex County League (Western Division)
- 1946–1952: Sussex County League
- 1952–1960: Sussex County League (Division One)
- 1961–1962: Sussex County League (Division Two)
- 1962–1967: Sussex County League (Division One)
- 1967–1973: Sussex County League (Division Two)
- 1973–1974: Sussex County League (Division One)
- 1974–1977: Sussex County League (Division Two)
- 1977–1982: Sussex County League (Division One)
- 1982–1985: Sussex County League (Division Two)
- 1985–1992: Sussex County League (Division One)
- 1992–1994: Sussex County League (Division Two)
- 1994–2000: Sussex County League (Division One)
- 2000–2002: Sussex County League (Division Two)
- 2002–2004: Sussex County League (Division One)
- 2004–2005: Sussex County League (Division Two)
- 2005–2015: Sussex County League (Division One)
- 2015–2017: Southern Combination (Premier Division)
- 2017–2018: Isthmian League (Division One South)
- 2018– : Southern Combination (Premier Division)

Jednotlivé ročníky
Zdroj: 
Legenda: Z – zápasy, V – výhry, R – remízy, P – porážky, VG – vstřelené góly, OG – obdržené góly, +/- – rozdíl skóre, B – body, červené podbarvení – sestup, zelené podbarvení – postup, fialové podbarvení – reorganizace, změna skupiny či soutěže
| Sezóny  | Liga                                    | Úroveň | Z  | V  | R | P  | VG  | OG  | +/-  | B  | Pozice |
| ------- | --------------------------------------- | ------ | -- | -- | - | -- | --- | --- | ---- | -- | ------ |
| 2009/10 | Sussex County League (Division One)     | 9      | 38 | 15 | 8 | 15 | 63  | 59  | +4   | 53 | 9.     |
| 2010/11 | Sussex County League (Division One)     | 9      | 38 | 8  | 7 | 23 | 46  | 89  | -43  | 31 | 18.    |
| 2011/12 | Sussex County League (Division One)     | 9      | 38 | 9  | 9 | 20 | 65  | 93  | -28  | 36 | 18.    |
| 2012/13 | Sussex County League (Division One)     | 9      | 42 | 14 | 4 | 24 | 69  | 106 | -37  | 46 | 17.    |
| 2013/14 | Sussex County League (Division One)     | 9      | 38 | 12 | 8 | 18 | 65  | 82  | -17  | 44 | 14.    |
| 2014/15 | Sussex County League (Division One)     | 9      | 38 | 12 | 7 | 19 | 58  | 68  | -10  | 43 | 16.    |
| 2015/16 | Southern Combination (Premier Division) | 9      | 38 | 8  | 5 | 25 | 53  | 94  | -41  | 29 | 17.    |
| 2016/17 | Southern Combination (Premier Division) | 9      | 38 | 30 | 2 | 6  | 110 | 30  | +80  | 92 | 1.     |
| 2017/18 | Isthmian League (Division One South)    | 8      | 46 | 3  | 5 | 38 | 33  | 138 | -105 | 8  | 24.    |
| 2018/19 | Southern Combination (Premier Division) | 9      | 38 |    |   |    |     |     |      |    |        |

Poznámky
- 2017/18: Klubu bylo z důvodu porušení stanov soutěže odečteno šest bodů.[3]